# ITER
El ITER, (del inglés International Thermonuclear Experimental Reactor, en español Reactor Termonuclear Experimental Internacional), es un experimento científico liderado por la Unión Europea a gran escala que intenta producir un plasma de fusión que tenga diez veces más potencia térmica que la potencia necesaria para calentar el plasma. Como sistema de reactor, el ITER será equivalente a un reactor de potencia cero (neto). El ITER se está construyendo en Cadarache (Francia). Está gestionado por Euratom, institución de la UE. Los participantes en el diseño conceptual de actividades del ITER eligieron esta palabra para expresar sus esperanzas comunes en que el proyecto podría conducir al desarrollo de una nueva forma de energía.
Es un proyecto de gran complejidad ideado en 1986 entre la Unión Soviética y Estados Unidos, para demostrar la factibilidad científica y tecnológica de la fusión nuclear, costará 24 000 millones de euros aproximadamente, convirtiéndolo en el quinto proyecto más costoso de la historia, después del Programa Apolo, de la Estación Espacial Internacional, del Proyecto Manhattan y del desarrollo del sistema GPS.
ITER, además, significa El camino en latín, y este doble sentido refleja el rol del ITER en el perfeccionamiento de la fusión nuclear como una fuente de energía para usos pacíficos e innovadores.

## Miembros

Los participantes del proyecto ITER

| Miembro        | Porcentaje de financiación (aprox) |
| -------------- | ---------------------------------- |
| Unión Europea  | 40 %                               |
| Estados Unidos | 10 %                               |
| Rusia          | 10 %                               |
| China          | 10 %                               |
| India          | 10 %                               |
| Japón          | 10 %                               |
| Corea del Sur  | 10 %                               |

## Objetivos de ITER 4.12
Su objetivo es probar todos los elementos necesarios para la construcción y funcionamiento de un reactor de fusión nuclear que serviría de demostración comercial, además de reunir los recursos tecnológicos y científicos de los programas de investigación desarrollados en ese entonces por la Unión Soviética, los Estados Unidos, la Unión Europea (a través de EURATOM) y Japón. El ITER cuenta con el auspicio de la IAEA, así como una forma de compartir los gastos del proyecto.

## Diseño

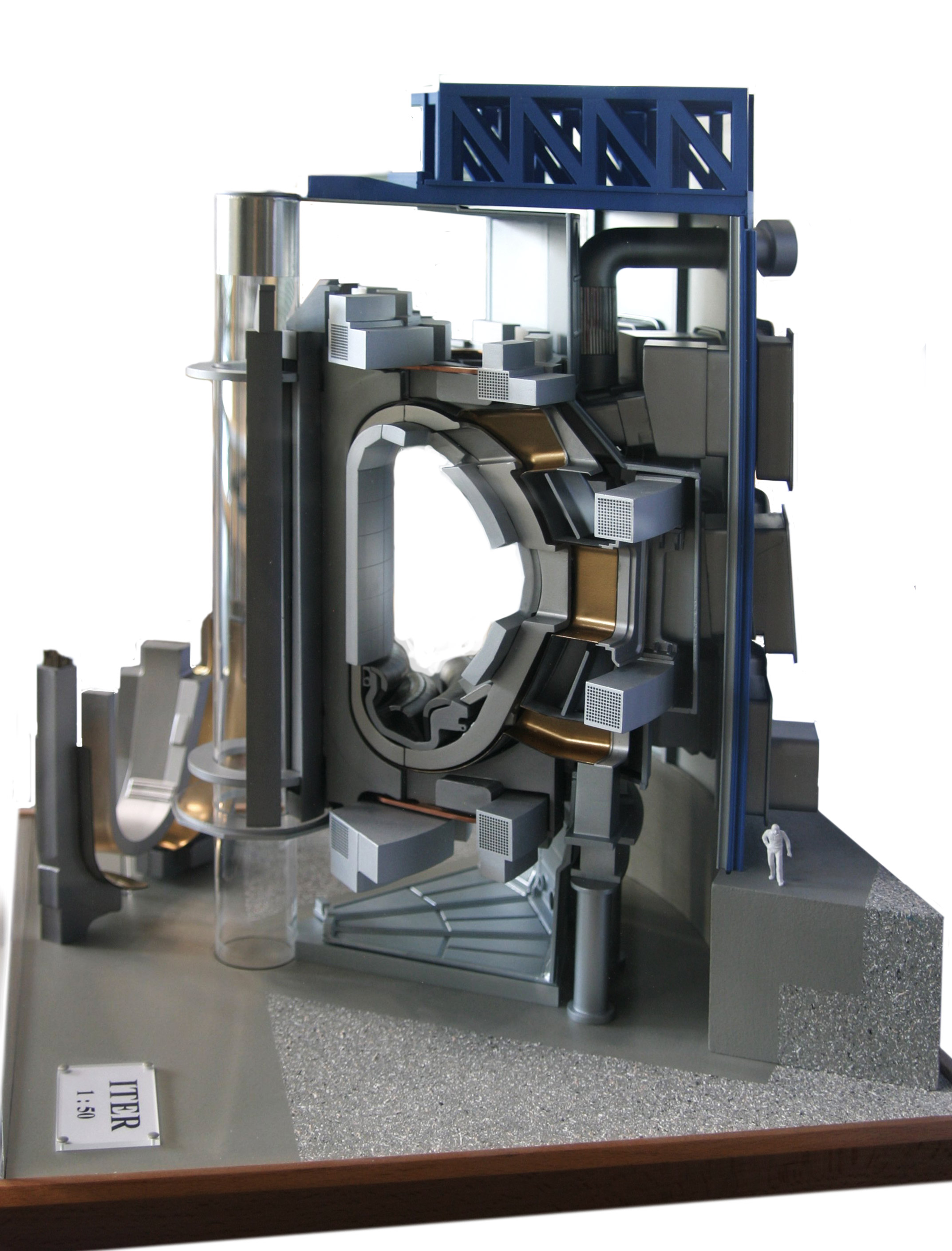
Sección del interior de la máquina.

El reactor experimental de fusión nuclear está basado en el diseño soviético, llamado Tokamak. Este es la base de la construcción del modelo de demostración comercial.
El ITER está diseñado para calentar un plasma de hidrógeno gaseoso hasta 100 millones de grados Celsius. El ITER debería generar su primer plasma en diciembre de 2025.
ITER se basa en el concepto de "tokamak" de confinamiento magnético, en la que se contiene el plasma en una cámara de vacío con forma toroidal. El combustible —una mezcla de deuterio y tritio, dos isótopos del hidrógeno— se calienta a temperaturas superiores a los 150 millones °C, formando un plasma caliente. Los fuertes campos magnéticos se utilizan para mantener el plasma lejos de las paredes, los cuales son producidos por bobinas superconductoras que rodean al contenedor, y por una corriente eléctrica impulsada a través del plasma. El problema reside en la enorme dificultad de comprimir el hidrógeno de un modo uniforme. En las estrellas la gravedad comprime el hidrógeno en una esfera perfecta de modo que el gas se calienta uniforme y limpiamente. En las condiciones del diseño del reactor esta uniformidad es muy difícil de alcanzar.

## Historia
El 21 de mayo de 2000 se anuncia que físicos estadounidenses han superado uno de los problemas de la fusión nuclear en dispositivos de tipo Tokamak, el fenómeno llamado modos localizados en el borde, o ELMs (por sus siglas en inglés). Los ELM provocarían una erosión de las protecciones interiores de la cámara de vacío del reactor, obligando a su reemplazo frecuente.
En un artículo publicado el domingo 21 de mayo de 2000 en la revista británica Nature Physics, un equipo dirigido por Todd Evans de la empresa General Atomics, California, anuncia que descubrieron que un pequeño campo magnético resonante, proveniente de las bobinas especiales ubicadas en el interior de la vasija del reactor, crea una interferencia magnética “caótica” en el borde del plasma que detiene la formación de flujos.
El 24 de mayo de 2006 los siete socios del proyecto ITER --Unión Europea, Japón, Estados Unidos, Corea del Sur, India, Rusia y China-- firmaron en Bruselas el acuerdo internacional para el lanzamiento del reactor de fusión internacional con el modelo Tokamak, que se construirá en Cadarache, en el Sudeste de Francia usando el diseño Tokamak. Los costes de construcción del reactor se estimaron en 4.570 millones de euros y la duración de la construcción en 10 años. La UE y Francia se comprometieron a contribuir con el 45 % del coste, mientras que las otras seis partes acordaron aportar cada una el 9%.
Durante el Consejo de Gobierno del proyecto ITER que tuvo lugar en noviembre de 2016 se aprobó la nueva planificación global del proyecto, conteniendo como principales hitos el Primer Plasma en 2025 y las primeras operaciones con deuterio y tritio para el 2035.

## Selección de la sede
Durante el proceso para definir emplazamiento del centro de investigación y del futuro reactor de fusión se presentaron varios inconvenientes. Durante el mes de noviembre existe una pugna entre Francia y España por la obtención de la candidatura de la UE para situar el ITER. La opción española tras descartar algunas fue Vandellós. En diciembre de 2003 los seis miembros no pudieron decidirse entre situarlo en Francia o en Japón. Al parecer, por motivos políticos los Estados Unidos estuvieron en contra de la candidatura de Francia (se presume que se debió a su negativa a apoyar la invasión de Irak de 2003), lo cual dificultó la decisión definitiva. El 26 de diciembre de 2003, se elige finalmente la candidatura de Cadarache como la opción de la UE.

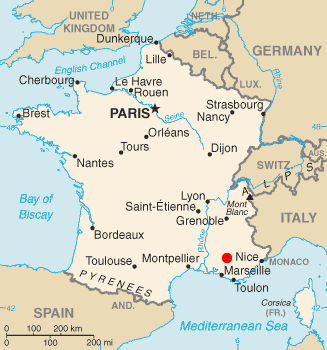
Mapa de Cadarache, Francia, lugar escogido como sede de ITER.

Se llegó a plantear la posibilidad de que la UE siguiese adelante con el proyecto sin Japón y Estados Unidos. Esto fue sugerido por la Comisión Europea y por Francia, que contaban con que el aporte de estos dos países podría sustituirse con la entrada de nuevos socios y con aumentos de los países de la UE. Se había anunciado que India, Suiza y Brasil estarían dispuestos a participar en el proyecto europeo.
Los sitios candidatos fueron:
- Cadarache (Cerca de Marsella), (contaba con el apoyo de la UE, Rusia y China)
- Rokkasho  (Japón), (contaba con el apoyo de Estados Unidos, Japón y Corea del Sur)
- Vandellós (Tarragona, España), (Renunció a favor de Cadarache tras la decisión de la UE de presentar  una única candidatura)

El 28 de junio de 2005 en Moscú, se llegó finalmente a un acuerdo sobre la localización del reactor, que fue ubicado en Cadarache.
La UE asumirá el 40% de los costes de construcción, Francia costeará un 10% adicional mientras que los cinco socios restantes sufragarán 10% cada uno.
El primer ministro de Francia en ese momento, Dominique de Villepin, consideró que el ITER conllevaría la creación de 4.000 puestos de trabajo en su país.

## Recipiente de vacío

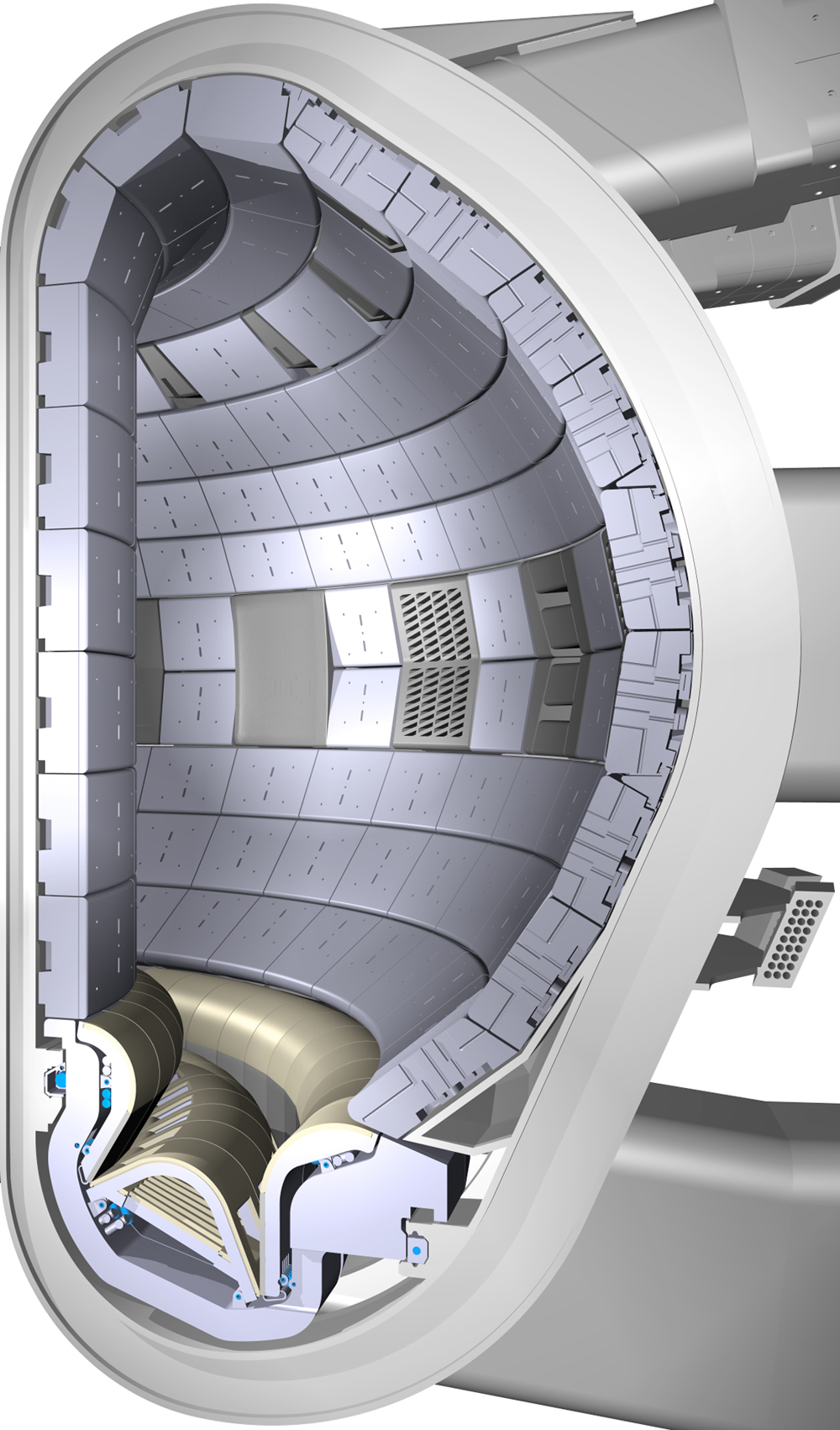
Recipiente de vacío.

El recipiente de vacío es la parte central de la máquina ITER: un recipiente de acero de doble pared en el que el plasma está contenido por medio de campos magnéticos.
El recipiente de vacío ITER será dos veces más grande y 16 veces más pesado que cualquier recipiente de fusión fabricado previamente: cada uno de los nueve sectores con forma de toro pesará entre 390 y 430 toneladas. Cuando se incluyen todas las estructuras de blindaje y puertos, esto suma un total de 5,116 toneladas. Su diámetro externo medirá 19.4 metros (64 pies), el interno 6.5 metros (21 pies). Una vez ensamblada, toda la estructura tendrá 11.3 metros (37 pies) de altura.
La función principal del recipiente de vacío es proporcionar un recipiente de plasma sellado herméticamente. Sus componentes principales son el buque principal, las estructuras portuarias y el sistema de soporte. El recipiente principal es una estructura de doble pared con nervaduras de refuerzo poloidales y toroidales entre conchas de 60 milímetros de grosor (2.4 pulgadas) para reforzar la estructura del recipiente. Estas costillas también forman los pasos de flujo para el agua de enfriamiento. El espacio entre las paredes dobles se llenará con estructuras de protección hechas de acero inoxidable. Las superficies internas del buque actuarán como interfaz con los módulos reproductores que contienen el componente de mantilla reproductora. Estos módulos proporcionarán protección contra los neutrones de alta energía producidos por las reacciones de fusión y algunos también se utilizarán para conceptos de mejoramiento de tritio.

ITER producirá energía al fusionar deuterio y tritio en helio.

El recipiente de vacío tiene 18 puertos superiores, 17 ecuatoriales y 9 puertos inferiores que se utilizarán para operaciones de manipulación remota, sistemas de diagnóstico, inyecciones de haz neutro y bombeo de vacío.